# Pablo Silva Amaya
Pablo Manuel Silva Amaya (Gorbea, 1 de junio de 1961) es un Ingeniero en ejecución administrativa y político chileno, militante del Partido Socialista de Chile. Desde el 14 de julio de 2021 es el Gobernador de la Región del Libertador General Bernardo O'Higgins, siendo la primera persona en ostentar el cargo.
Entre 2016 y 2018 se desempeñó como Intendente de la Región del Libertador General Bernardo O'Higgins.

## Biografía
Nacido el 1 de junio de 1961 en Gorbea, Región de la Araucanía, Chile. Está casado, es ingeniero en ejecución en gestión administrativa de la Universidad Academia de Humanismo Cristiano y es militante del Partido Socialista. Es padre de 6 hijos. Fue dirigente social de la Junta de Vecinos de la Población San Luis, del Comité de Vivienda Municipal, del Club de Natación Neptuno y de las ferias libres de la capital de la región de O'Higgins.
Profesionalmente se desempeñó en diversas tareas administrativas en el municipio de Quinta de Tilcoco (2001-2003), en el municipio de Rancagua (2005-2009), y más tarde en el municipio de Malloa (2010-2014), y en el municipio de San Vicente de Tagua Tagua (2014).

## Carrera política

### Gobierno de la Nueva Mayoría
Entre abril de 2014 y mayo de 2016, se desempeñó como Secretario Regional Ministerial de Obras Públicas en la Región de O’Higgins. Posteriormente, en mayo de 2016 fue nombrado por la presidenta de la República, Michelle Bachelet, como Intendente de la misma región.Se mantuvo en el cargo hasta el final del período presidencial, el 11 de marzo de 2018.

### Gobernador regional

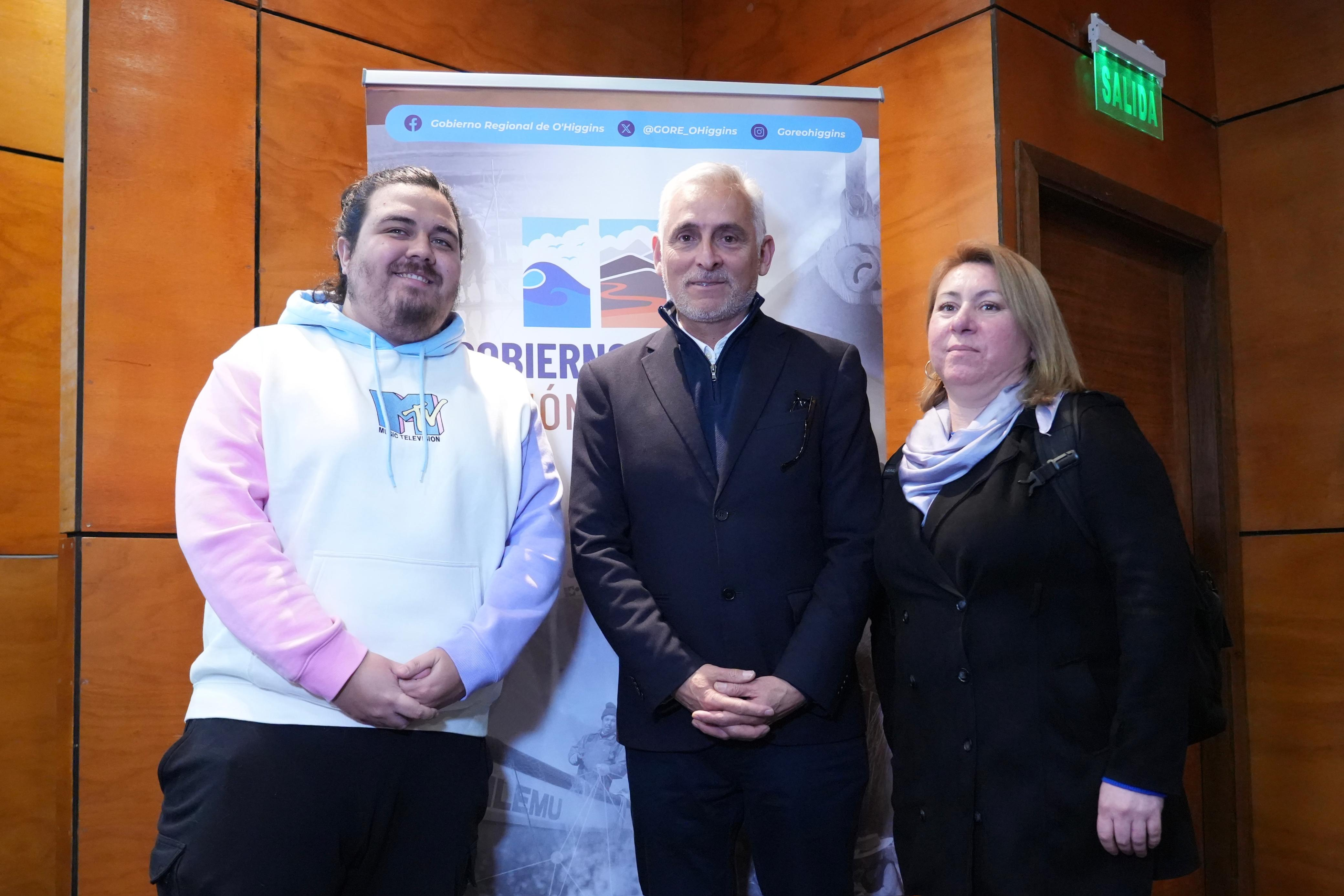
Silva junto a miembros del consejo de la sociedad civil del gobierno regional, en 2024

En 2020 fue declarado por el Partido Socialista como precandidato a Gobernador Regional de O'Higgins, compitiendo en las primarias de gobernadores regionales de la coalición Unidad Constituyente en la región, resultando vencedor con un 40,14% de los votos. En 2021 resultó electo como Gobernador Regional tras resultar vencedor en primera y segunda vuelta frente al candidato de derecha, Eduardo Cornejo (UDI).
En noviembre de 2024 fue reelecto como gobernador de la Región de O'Higgins con cerca del 54% de los votos.

## Historial electoral

### Primarias de gobernadores regionales de 2020
- Primarias de Gobernadores Regionales de la Unidad Constituyente de 2020, para la Región de O'Higgins.

|  | 40,14 % |

|  | 35,76 % |

|  | 24,09 % |

### Elecciones de gobernadores regionales de 2021
- Elecciones de Gobernadores Regionales 2021, para gobernador por la Región de O'Higgins (Primera vuelta).

|  | 24,29 % |

|  | 22,23 % |

|  | 20,39 % |

|  | 19,03 % |

|  | 14,06 % |

|  | 90,73 % |

|  | 2,86 % |

|  | 6,41 % |

|  | 100 % |

|  | 47,37 % |

- Elecciones de Gobernadores Regionales 2021, para gobernador por la Región de O'Higgins (Segunda vuelta).

|  | 57,66 % |

|  | 42,34 % |

|  | 97,67 % |

|  | 1,13 % |

|  | 1,20 % |

|  | 100 % |

|  | 15,51 % |